# 井上直樹 (音楽家)
井上 直樹（いのうえ なおき、1969年（55 - 56歳） - ）は、日本の音楽演奏者。山形交響楽団 首席トランペット奏者。
トランペットは福井功、チャールズ・シュリューター、大倉滋夫、ハネス・ロイビン、モートン・グールドらに、室内楽を永浜幸雄、北爪利世、宮川暉雄諸に師事した。
山形大学地域教育文化学部 客員准教授、洗足学園音楽大学 非常勤講師、尚美ミュージックカレッジ専門学校 非常勤講師なども務める。

## 略歴
日本大学鶴ヶ丘高等学校、日本大学芸術学部時代は、元NHK交響楽団の福井功に師事。大学在学中、ボストン交響楽団首席奏者、チャールズ・シュリューター（Charles Schlueter）に師事。1991年、大学在学中に山形交響楽団に入団。翌年、東京文化会館主催、新人オーディション合格、新人リサイタルに出演。1999年4月、山形市文翔館に於いてソロリサイタルを開催、同年11月、山形交響楽団演奏会にソリストとして出演。2001年、山形交響楽団チェンバー・プレーヤーズの山形・東京（JTホール）公演でトランペットなど室内楽曲を特集し、ヒンデミット（Tp,Fg弦楽の為の協奏曲）、A・フラッケンポール（Tpと弦楽の為の音楽）の日本初演など『音楽の友』誌などでも好評を得た。2002年、東京渋谷アクタスにてブラス・プロ主催、ソロコンサート。2003年、東京ルネ小平のリサイタルシリーズ出演。同年、宮崎国際音楽祭出演。
2004年、JTアフィニス海外研修員として6ヶ月間米国ボストンに留学。ボストン響首席奏者チャールズ・シュリューターに再び師事。留学後期はミュンヘンにてバイエルン放送響ソロ奏者ハネス・ロイビンに師事。2008年、山形交響楽団・初代首席トランペット奏者に就任、山形大学 地域文化創造学科 音楽コース トランペット非常勤講師に就任。2009年12月、世界10指のトランペットアンサンブル、Ten of the best の日本ツアーで急遽代役を務め好評を得る。
2011年よりドイツ拠点のトランペットアンサンブルTen Of The Bestのメンバーなど多方面で活動中。